# Crystal Gayle
Crystal Gayle (nascuda com Brenda Gail Webb, 9 de gener de 1951) és una cantant, actriu, productora i compositora estatunidenca de música country, coneguda per la seva exitosa cançó de country pop «Don't It Make My Brown Eyes Blue» de 1977 amb el que va rebre un Premi Grammy a la millor interpretació vocal country femenina. Durant la seva carrera ha acumulat al voltant de vint números u, especialment durant la dècada de 1970 i 1980 (amb 18 a Billboard i dos a Cashbox) i sis discos de or certificats per la RIAA.
Gayle es va convertir en la primera artista femenina a la història de la música country a assolir vendes de platí amb el seu àlbum de 1977 We Must Believe in Magic. És la germana més petita (per 19 anys) de la cantant Loretta Lynn i cosina llunyana de la cantant Patty Loveless, és famosa pels seus cabells gairebé fins als peus; va ser triada com una de les 50 persones més belles del món per la revista People el 1983.
Crystal Gayle té una estrella al Passeig de la Fama de Hollywood, a prop de l'estrella de la seva germana gran Loretta Lynn.